# Salomon (entreprise)
Pour les articles homonymes, voir Salomon.

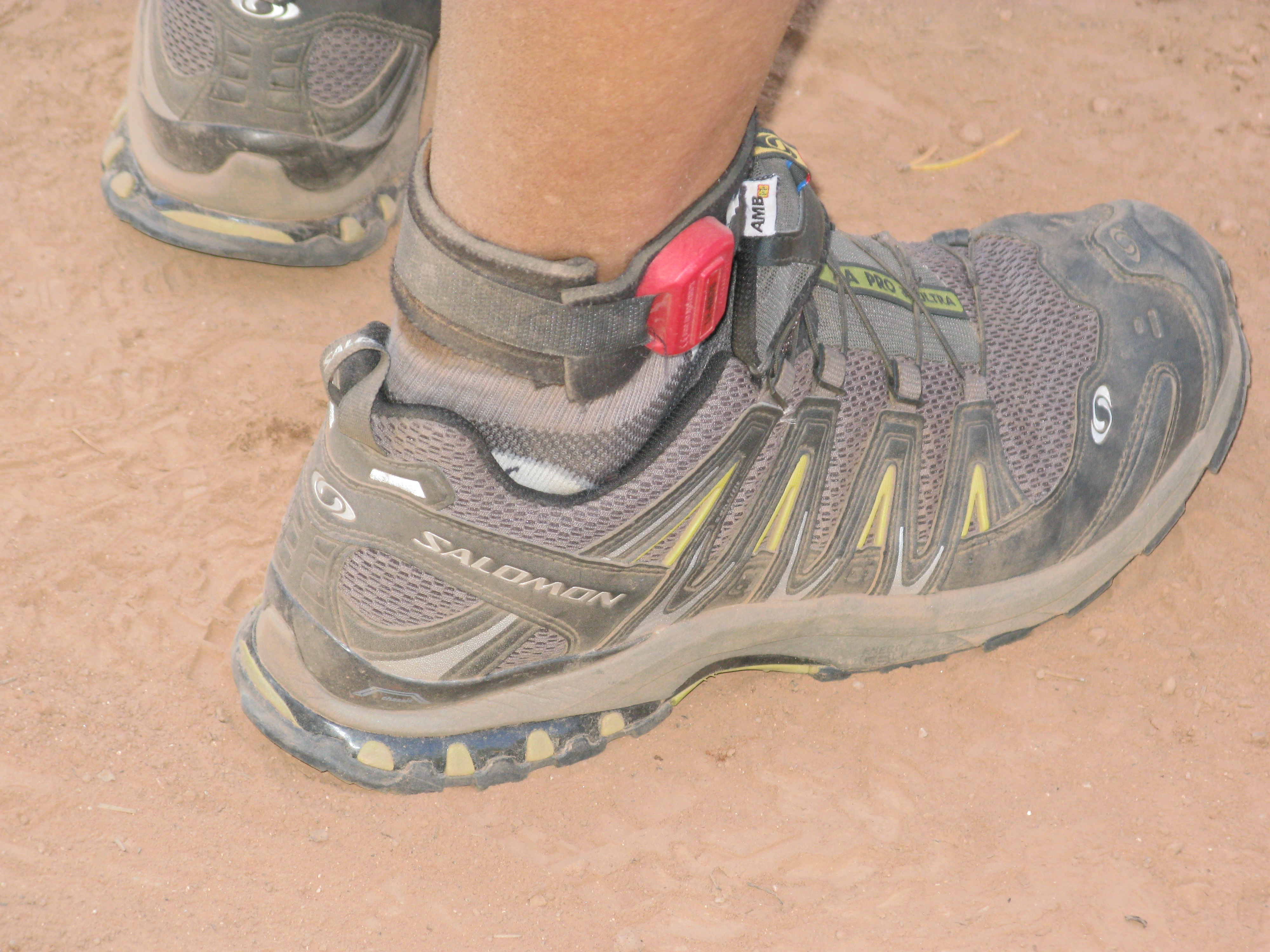
Des chaussures de course à pied de la marque.

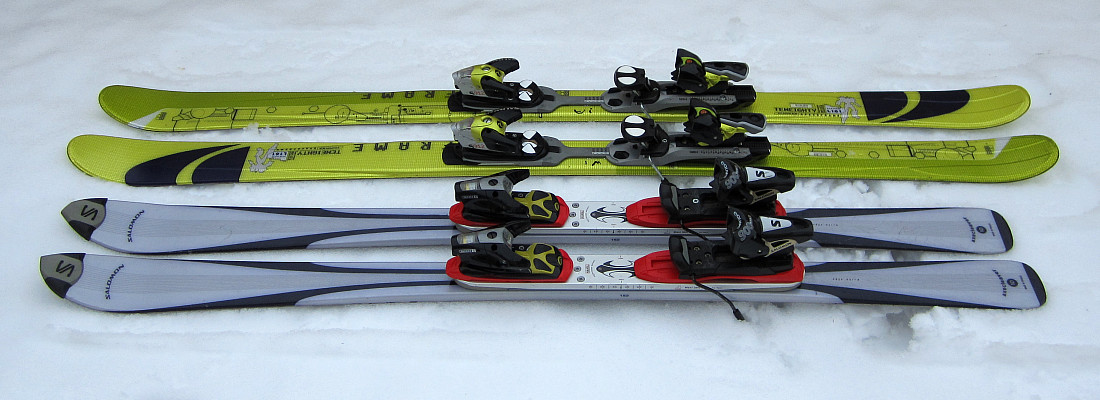
Des skis de la marque.

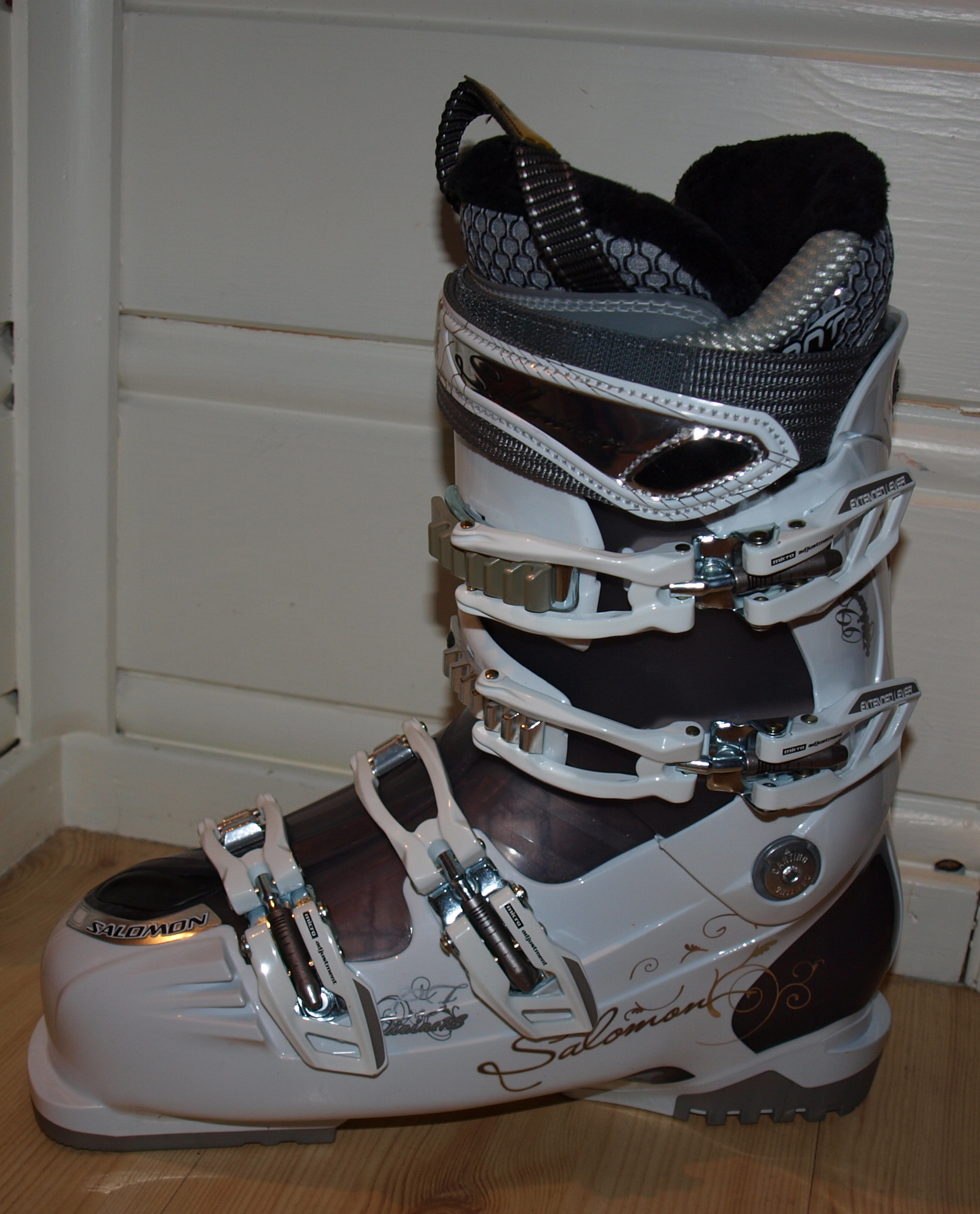
Des chaussures de ski.

L'entreprise Salomon, fondée en 1947 à Annecy en Haute-Savoie, est une marque spécialisée dans les articles de sports et de loisirs. Elle est distribuée dans plus de 160 pays. Historiquement, elle se développe dans le domaine du ski et plus particulièrement des fixations, mais, à partir des années 2000, connait une diversification vers le trail. 
La société appartient, depuis 2005, au groupe finlandais Amer Sports, lui-même racheté en mars 2019 par le groupe chinois Anta Sports.

## Historique
En 1947, Georges Salomon et son père, François, ouvrent dans le Vieil Annecy un petit atelier de scies à bois et de carres de ski. En quelques années, à force d'inventivité, l'entreprise va s'imposer d'abord comme leader mondial des fixations, avant de devenir une marque reconnue d'articles de sport spécialisée dans les loisirs et les sports d'hiver. 
En 1948, les machines automatiques mises au point par Georges Salomon permettent de produire les carres de ski en grande quantité. Parallèlement, l'entreprise met au point la première fixation à câble. En 1955, l'entreprise, qui compte alors dix salariés, déménage pour s'installer avenue de Loverchy, toujours à Annecy. En 1957, Georges Salomon met au point la butée de sécurité, dite la skade, puis deux ans plus tard la première fixation, dite le lift, remplace les lanières de cuir traditionnelles. 
En 1961, Émile Allais, adopte cette nouvelle fixation et Georges Salomon, la baptise du nom de ce champion. En 1962, le centre de production s'installe dans des nouveaux locaux « chemin de la Prairie » toujours à Annecy. Cette année-là les deux tiers des ventes sont réalisées en exportation grâce à un dynamique réseau d'importateurs et les États-Unis sont le premier marché de l'entreprise.
En 1966, l'entreprise met au point la première fixation à talonnière à déblocage automatique. Il s'agit d'une véritable révolution dans la sécurité qui est présentée aux championnats du monde de ski alpin Portillo au Chili la même année. En 1969, les premières filiales à 100 % sont ouvertes en Suisse et en Autriche et l'année suivante deux autres filiales sont ouvertes en Allemagne et en Italie.
En 1972, l'entreprise devient leader mondial des fixations et en vend plus d'un million de paires pour un chiffre d'affaires de plus de 65,500 millions de F (soit 62 millions d'euros de 2015). À partir de 1976, Salomon propose une collection de vêtements, de sacs et d'accessoires, et à partir de 1979 la société propose aussi des chaussures de ski qui vont connaître un grand succès.
En 1983, un nouveau centre consacré à la recherche et au développement est ouvert à Chavanod dans l'agglomération d'Annecy. Il s'occupe principalement des chaussures, des fixations et des accessoires pour le ski de fond. En 1985, le chiffre d'affaires dépasse les 1,637 milliard de F (soit 250 millions d'euros) et l'entreprise s'installe dans son nouveau siège social construit à Metz-Tessy dans l'agglomération d'Annecy. En 1987, la société ouvre un nouveau centre de production à Rumilly en Haute-Savoie consacré à la fabrication des skis. À cette époque, l'intégralité du chiffre d'affaires se fait sur l'activité « ski ».
En 1994, Salomon se diversifie en achetant l'entreprise Mavic, fabricant de jantes de vélo haut de gamme et basée à Saint-Trivier-sur-Moignans dans le département de l'Ain. Cependant, dès le début des années 1990, Salomon connaît ses premières difficultés économiques et finalement se fait racheter par le groupe Adidas en 1997. L'année suivante, Jean-Luc Diard est nommé directeur général. 
En 2001, la marque rachète l'entreprise canadienne Arc'teryx, spécialisée en produits de montagne très haut de gamme.
Avec Adidas, l'« alliance n'a pas duré » précise plus tard Jean-Marc Pambet et en 2005, Salomon est revendue au groupe finlandais Amer Sports. Le groupe du Nord possède aussi les marques Wilson, Atomic, Suunto, Precor. Il est dirigé par Roger Talermo, un ancien de Salomon, qui fixe à ce dernier l'objectif d'augmenter la marge opérationnelle et les parts de marché dans le ski : la rentabilité doit être au rendez-vous. En décembre 2005, le groupe annonce un premier plan de restructuration entraînant la suppression de 378 postes sur les 2 372 salariés du groupe (dont 1 500 en France) ce qui entraîne tout au long de l'année 2006 une mobilisation des syndicats et des salariés contre le plan social d'Amer Sports. En 2007, le directeur général change.
En janvier 2008, le groupe Amer Sports, dans une optique de réduction des coûts, annonce la fin de la fabrication des skis à Rumilly, en Haute-Savoie,, avec comme conséquence la suppression de 400 postes de travail dont 284 en France. Lors des dix dernières années, le marché mondial des paires de skis s'est réduit de 30 %. Le site de Rumilly ne fabriquait déjà plus que 100 000 paires de skis sur les 450 000 portant la marque Salomon, certains étant fabriqués chez Atomic autre marque du groupe. Le site pourrait être reconverti dans la fabrication d'autres articles comme les roues de vélo, en sous-traitance de Mavic, une autre marque du groupe. Le site de Roumanie où, en 2003, une partie des machines de Rumilly avait été délocalisée, ferme aussi. Jean-Marc Pambet, entré dans l'entreprise en 1985, devient en 2009 le PDG. L'année suivante, le fondateur Georges Salomon décède.
Entre 2007 et 2015, le chiffre d'affaires double, passant de 400 millions d'euros à 827 millions d'euros par an, ce qui place Salomon à la tête du marché mondial des sports d'hiver. Mais la marque s'est diversifiée, passant d'une offre 100 % ski en 1995 à 30 % en 2015 avec ses produits d'été. En 2016, Salomon réalise 90 % de son chiffre d'affaires hors de France, dont près de 25 % sur le continent américain et 10 % en Asie. 
En décembre 2019, Jean-Marc Pambet quitte la direction de l'entreprise Salomon, après 34 ans passés dans le groupe et 10 ans à sa tête. C'est Michael White qui lui succède à ce poste, suivi par Franco Fogliato en 2021, qui démissionne en 2024. James Zheng, directeur général par intérim et directeur général du groupe Amer Sports, cède la direction de l'entreprise à Guillaume Meyzenq en 2025. 

### Virage vers le trail
Le siège d'Annecy est prévu pour regrouper toutes les compétences du groupe pour les chaussures de ski alpin, les chaussures et les fixations de ski de fond, les vêtements, les chaussures et les cycles. Depuis les années 2000, la marque qui a vu son activité historique du ski reculer, est de plus en plus présente dans le domaine du trail,, et de l'outdoor, où elle se heurte à des concurrents expérimentés comme Nike, Asics ou The North Face. Elle se réoriente depuis cette époque sur le marché du textile et de la chaussure avec des produits techniques et haut de gamme,. Toutes les restructurations, innovations et changements de stratégie (comme l'orientation vers le trail ou la randonnée) passés finissent par porter leur fruit et vers les années 2010, le chiffre d'affaires est nettement en progression, et réalisé très majoritairement à l'international. En baisse perpétuelle, le domaine du ski représente alors moins d'un tiers du chiffre d'affaires, la part running et textile ayant triplé depuis 2007. Son sponsoring des champions François D'Haene ou Killian Jornet lui permet aussi de mieux se faire connaitre et la marque devient le leader mondial des équipementiers à l'aube des années 2020.